# El Casó (Lladurs)
El  Casó és una masia situada al poble de Lladurs, al municipi del mateix nom, al Solsonès, documentada des del segle xvi.